# Gorky 17
Gorky 17 (lanzado como Odium en América del Norte) es un juego de rol táctico por turnos desarrollado en Polonia por Metrópolis Software y publicado por Monolith Productions para Windows en 1999. El juego fue llevado más tarde a Linux por Hyperion Entertainment y publicado por Linux Game Publishing en 2006. Hyperion Entertainment también anunció una versión del juego para AmigaOS 4, pero nada se ha oído de dicha versión desde entonces. En la Cena del 30.º Aniversario Amiga en 2015 la versión para AmigaOS fue finalmente demostrada en un estado casi acabado con un lanzamiento estimado para la Navidad de 2015.

## Modo de Juego
El juego presenta dos modos: En el modo "exploración" en tiempo real, el jugador controla a los personajes del juego utilizando un ratón en modo apunta y cliquea para manejar a los personajes del jugador a través de la ciudad, así como interactuar con varios objetos en el mundo del juego. El combate tiene lugar en encuentros prefijados, localizados en áreas concretas de cada mapa de nivel. En el modo de combate, la pantalla está dividida en casillas con el jugador y los personajes controlados por ordenador por turnos intentando eliminar al contrario. En un turno cada personaje del juego puede mover por un cierto número de casillas y utilizar una arma una vez, o en cambio decidir ponerse a cubierto. Las armas tienen efectos tácticos diferentes, por ejemplo la pistola sólo puede ser disparada ortogonalmente, mientras el rifle puede ser disparado ortogonalmente y diagonalmente. El juego termina si cualquier personaje controlado por el jugador muere.

## Trama
El jugador manda a un pequeño grupo de soldados de la OTAN, quiénes tienen que revelar el misterio detrás de la repentina aparición de criaturas híbridas en una antigua base militar soviética en una pequeña ciudad polaca cercana a Lubin. El área está rodeada por medios de comunicación y tropas de la OTAN de todo el mundo, y el primer grupo enviado a la ciudad desaparece sin dejar rastro. El héroe principal de la historia es el soldado canadiense de 40 años Cole Sullivan, un miembro del equipo de comando con conocimiento científico extenso. La tarea de su equipo es explicar la presencia de los híbridos y encontrar a los miembros desaparecidos del Grupo Uno.

## Acogida
IGN valoró la versión de Windows de Gorky 17 como "decente", destacando la mezcla de géneros, estrategia basada en turnos, aventura y RPG. Graficamente, "los entornos mismos están ciudadosamente dibujados, las animaciones de los personajes son muy fluidas, y la atmósfera presentada es definitivamente bastante cautivandora." Las críticas incluyen la carencia de una mecánica sobre la vista y algunos defectos de la interfaz.

## Secuelas
Gorky Zero: Beyond Honor (2003) y Gorky 02: Aurora Watching (2005) ambos continúan con Cole Sullivan como protagonista.
- Gorky Zero: Beyond Honor es un juego de acción y sigilo en tercera persona isométrico. La historia sirve como prequela a Gorky 17. El juego fue publicado en América del Norte y Reino Unido por JoWooD Entertainment.

- Gorky Zero 2: Aurora Watching es un juego de acción y sigilo en tercera persona, y una secuela de Gorky 17. El juego fue publicado en América del Norte por Dreamcatcher Interactive como Soldadier Elite, y en Europa por Enlight Software como Aurora Watching. La traducción inglesa ignora todos los lazos a los anteriores títulos de Gorky, por ejemplo cambiando el nombre del protagonista de Cole Sullivan a White Fox. La historia en lengua inglesa concierne al protagonista, que se infiltra en una base rusa secreta donde los científicos están desarrollando soldados humanos mejorados llamados "Crazy Ivans".

- Modificaciones para Gorky 17
  - Gorky-18 v1.7 es un mod de armas por "AlexandrVel".
  - Revelati Mod fue creado por "Revelant". El propósito principal de este proyecto es elevar drásticamente el nivel de dificultad.